# لانكاستر (نيويورك)
لانكاستر (بالإنجليزية: Lancaster, New York)‏ هي بلدة أمريكية تقع في الولايات المتحدة في نيويورك (ولاية). يقدر عدد سكانها بـ 41,604 نسمة .